# Aminata Tall
Pour les articles homonymes, voir Tall.
Aminata Tall, née en 1949 à Diourbel, est une femme politique sénégalaise, plusieurs fois ministre, ancienne secrétaire générale de la présidence de la République et présidente du Conseil économique, social et environnemental.

## Biographie
Elle est une ancienne élève de l'École normale des jeunes filles de Rufisque, puis de Thiès, où elle obtient un baccalauréat série D. Elle est titulaire d'un doctorat obtenu au Canada et a enseigné à l'École normale supérieure de Dakar.
Ancien ministre d’État, ministre des Collectivités locales et de la Décentralisation, également députée, maire de Diourbel, elle a refusé en 2007 le poste de vice-présidente de l'Assemblée nationale et ne fait pas partie du nouveau gouvernement de Cheikh Hadjibou Soumaré.
- août 2003-2004 : ministre d'État auprès du président de la République
- 2004-mars 2006 : ministre d'État, ministre des Collectivités locales et de la Décentralisation
- mars 2006-février 2007 : ministre d'État auprès du président de la République (démission en décembre 2007, acceptée en février 2007)

Elle est, entre octobre 2009 et avril 2012, secrétaire générale de la présidence de la République du Sénégal, succédant ainsi à Abdoulaye Baldé, nommé ministre des Forces armées.
Elle est secrétaire générale de la présidence de la République entre le 1er avril 2012 et janvier 2013. Elle est présidente du Conseil économique, social et environnemental entre le 17 janvier 2013 et 2019.
En juin 2019, une année après son départ du CESE, elle est nommée Présidente honoraire de cette institution.